# Gare de Nishikujō
La gare de Nishikujō (西九条駅, Nishikujō-eki) est une gare ferroviaire de la ville d'Osaka au Japon. Elle est située dans l'arrondissement de Konohana. La gare est gérée conjointement par les compagnies JR West et Hanshin.

## Situation ferroviaire
La gare de Nishikujō est située au point kilométrique (PK) 3,6 de la ligne circulaire d'Osaka et au PK 6,3 de la ligne Hanshin Namba. Elle marque le début de la ligne Sakurajima.

## Histoire
La gare JR est inaugurée le 1er octobre 1898. La gare Hanshin a ouvert le 21 mai 1964.

## Services aux voyageurs

### Accès et accueil
La gare dispose d'un bâtiment voyageurs, avec guichet, ouvert tous les jours.

### Desserte

#### JR West
- Ligne circulaire d'Osaka :

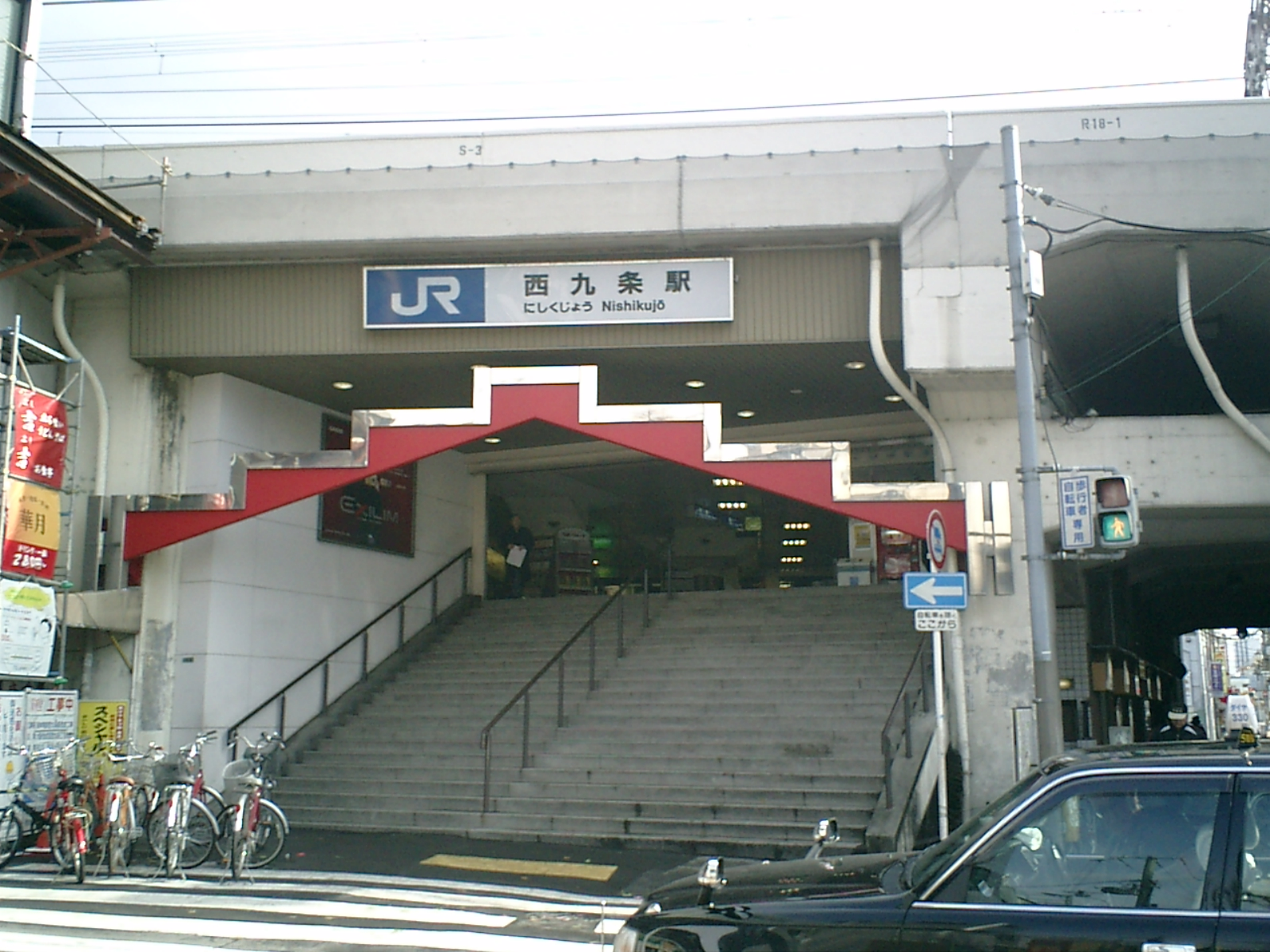
Entrée de la gare JR

  - voies 1 et 2 : direction Osaka (interconnexion avec la ligne JR Kyoto pour Kyoto) et Kyōbashi
  - voie 4 : direction Shin-Imamiya et Tennōji (interconnexion avec la ligne Hanwa pour Wakayama et Aéroport du Kansai ou avec la ligne Yamatoji pour Nara et Oji)
- Ligne JR Yumesaki :
  - voie 3 : direction Sakurajima

#### Hanshin
- Ligne Hanshin Namba :
  - voie 1 : direction Osaka-Namba (interconnexion avec la ligne Kintetsu Namba pour Nara)
  - voie 2 : direction Amagasaki (interconnexion avec la ligne principale Hanshin pour Kobe-Sannomiya)